# Wieslet
Wieslet is een plaats en voormalige gemeente in de Duitse deelstaat Baden-Württemberg en maakt sinds 1 januari 2009 deel uit van de gemeente Kleines Wiesental in het district Lörrach.
Wieslet telt 596 inwoners.
Bürchau · Elbenschwand · Neuenweg · Raich · Sallneck · Tegernau · Wies · Wieslet